# Никола Обрешков
Никола Димитров Обрешков е български математик и академик със световно значение и известност, дългогодишен ръководител на катедрата по висша алгебра в Софийския университет и директор на Математическия институт при Българската академия на науките.

## Биография
Роден е на 6 март 1896 г. във Варна. Баща му Димитър Обрешков е военен с чин полковник, а майка му Кица Обрешкова е домакиня, грижила се за възпитанието и образованието на осемте им деца – четирима синове и четири дъщери. Основното си образование Никола Обрешков получава във Варна. През 1915 г. завършва Втора софийска гимназия. Същата
година е приет в Софийския университет като студент по математика и физика. През 1916 г. постъпва в армията и се сражава в Първата световна война – първо като редник, а по-късно като офицер от инженерните войски. След завръщането си от фронта Обрешков продължава следването си и завършва висшето си образование през 1920 г. Същата година е приет за асистент при катедра „Диференциално и интегрално смятане“, ръководена от Кирил Попов. Води и упражнения по висша алгебра. През 1922 г. е избран за редовен доцент по висша алгебра, през 1925 г. – за извънреден професор и през 1928 г. – за редовен професор и титуляр на катедрата по „Висша алгебра“, преименувана на „Висша алгебра и теория на вероятностите“. От 1948 г. той е ръководител и единствен член на новосформираната катедра „Математическа статистика и застрахователна математика“. Тази позиция той заема до смъртта си 1963 г.
Професор Обрешков получава първото си международно признание в Италия. През 1932 г. получава докторска степен по математика от университета в Палермо. На 20 юли 1933 г. в Сорбоната получава степента „Доктор на науките“. Никола Обрешков чете лекции по покана на едни от най-престижните университети в Европа – университетите на Берлин, Рим, Женева, Дрезден, Палермо, Хамбург, Лайпциг и др. Взема участие в десетки международни конгреси, конференции и научни сесии по математика. Рецензент е на много чуждестранни научни монографии. Автор е на над 250 научни статии и публикации в наши и чуждестранни списания. Написал е няколко учебника и монографии, превърнали се в настолни книги за няколко поколения български математици: Висша алгебра, Сборник задачи и теореми по висша алгебра, Нули на полиномите, Теория на вероятностите, Теория на числата, както и много учебници за средното училище.
От 1945 г. е редовен член на Българската академия на науките. Удостояван е с едни от най-високите ордени на Република България.
Обрешков умира на 11 август 1963 г.

## Научни приноси
Акад. Никола Обрешков е един от най-плодотворните учени на България, оставил едно от най-големите научни наследства. Има научни приноси в областите на алгебрата, анализа, теорията на вероятностите и математическата статистика, интегралната геометрия, топологията, механиката, математическата физика и теорията на числата. Считан е за един от най-крупните световни специалисти по разпределението на нулите на полиномите. Забележителни са изследванията му върху сумирането на разходящи редове, предизвикали интерес и развитие в работи на математици от Англия, Индия и Германия.
През периода 1933 – 1934 г. има резултати върху общия вид на мероморфните функции. В областта на теорията на вероятностите Акад. Обрешков дава нов алгебричен метод за изучаване на дискретните вериги на Марков. Резултатите му в тази област са изложени в неговата монография „Математическа статистика“ (Париж, 1938 г.). Също така определя точната стойност на константата на Е. Борел. В зряла възраст работи в областта на диофантовия анализ, където доказва редица теореми, отнасящи се до апроксимирането на линейните форми.
Акад. Обрешков има значителни трудове върху квадратурните формули, интегралната геометрия в неевклидовата равнина на Лобачевски и върху гранични задачи за уравненията на топлопроводността. Забележително е неговото обобщение на формулата на Тейлор. Посвещава няколко публикации и на задачата за числено пресмятане на корените на алгебричните уравнения.

## Наследство
Българската академия на науките учредява наградата „Никола Обрешков“, която всяка година се присъжда по случай Деня на славянската писменост за особени постижения в областта на математиката и физиката.
Обрешков е и патрон на 68-о средно училище в квартал Дружба 2, София. В негова чест училището организира ежегодно математическо състезание.
Неговото име носи и Професионалната природоматематическа гимназия в гр. Бургас. Училището е с над 50 години история и е от най-престижните в града и страна. 
На Никола Обрешков е наречена улица в квартал „Гео Милев“ в София (Карта).